# Талєєв Олександр Матвійович
Олекса́ндр Матві́йович Талє́єв (18 лютого 1924, Єлисаветград — 4 квітня 2006, Дніпропетровськ) — український художник; член Спілки радянських художників України з 1962 року. Заслужений художник України з 2004 року.

## Біографія
Народився 18 лютого 1924 року в місті Єлисаветграді (нині Кропивницький, Україна). Під час німецько-радянської війни у 1942 році примусово вивезений до Німеччини. Був в'язнем концтабору, проте зміг втекти з нього. Служив у Червоній армії, демобілізований в 1946 році. Протягом 1946—1949 років навчався у Казанському художньому училищі, був учнем В. Русецького та В. Сперанського.
З 1951 року жив і працював у Дніпропетровську. Як художник-ілюстратор з 1960-х років співпрацював з видавництвом дитячої літератури «Веселка». Мешкав у будинку на Запорізькому шосе, № 7, квартира № 30 та у будинку на проспекті Гагаріна, № 12, квартира № 31. Помер у Дніпропетровську 4 квітня 2006 року.

## Творчість
Працював у галузях станкового і монументального живопису та станкової і книжкової графіки, створював плакати. Серед робіт:
- «Літо» (1960);
- серія «Мої сучасники» (1960—1961, гуаш);
- «Набат» (1962—1963);
- «Сполох» (1963);
- серія «Індустріальна Дніпропетровщина» (1962);
- плакат «Металурги! Гірники!..» (1962);
- «Сівачі» (1965—1967; у співавторстві);
- «Свято врожаю» (1969);
- «Дев'яте небо» (1974);
- «Весняний пейзаж» (1980-ті);
- «Пастушок» (1980; Музей українського живопису)[4];
- «Птахівниці» (1982);
- «Пісня» (1982);
- «Незабутнє. Від радянського інформбюро» (1985);
- «Весняні мелодії» (1990-ті);
- «Молодогвардійці» (1990).

Серію робіт присвятив сторіччю від дня смерті Тараса Шевченка: «Думи мої, думи мої», «Пам'ятник Тарасу Шевченку в Дніпропетровську», «Сивий ус, стару чуприну вітер розвиває», «Попідтинню сіромаха і днює й ночує», «Від села до села», «Від села до села. Зима».
Оздобив своїми малюнками низку книг для дітей і дорослих, зокрема кольоровими ілюстраціями книгу Юрія Федьковича «На день добрий». Всі десять листів ілюстрацій викупив для своєї експозиції Літературно-меморіальний музей Юрія Федьковича у Чернівцях.
Створив монументально-декоративні панно для декількох палаців культури, зокрема у 1970 році зробив розпис «Відпочинок» у Палаці культури шахти № 2 на Західному Донбасі; у 1984 році — розпис «Казки» у дніпропетровському Палаці культури «Шинник».
Брав участь у республіканських виставках з 1960 року, всесоюзних — з 1961 року.
Крім вище згаданих музеїв, роботи художника зберігаються в Дніпровському художньому музеї, Національному художньому музеї України у Києві, багатьох приватних колекціях у різних країнах.